# Solas (группа)
Solas (с ирл. — «свет») — американская музыкальная группа, официально образованная в 1996 году, исполняющая ирландскую традиционную музыку, а также оригинальные композиции, вдохновлённые жанрами кантри, рок и американа. С несколькими участниками, которые являются выдающимися исполнителями, как сольными, так и в других созвездиях ирландской традиционной музыкальной сцены, Solas описывают как «супергруппу».
До выпуска их дебютного одноимённого альбома в 1996 году идея группы была задумана мультиинструменталистом Шеймусом Эганом, ирландским чемпионом по флейте, который уже записал два сольных альбома и саундтрек к фильму (а также написал «I Will Remember You», исполненную канадской певицей и автором песен Сарой Маклахлан). Вскоре к нему присоединились его друзья, вокалист Каран Кейси из Уотерфорда и скрипачка Уинифред Хоран из Нью-Йорка. Гитарист и вокалист Джон Дойл, ранее входивший в состав Susan McKeown & The Chanting House, вскоре присоединился к трио вместе с аккордеонистом из Чикаго Джоном Уильямсом.
После выпуска их одноименного дебютного альбома (1996) и Sunny Spells and Scattered Showers (1997) Уильямс покинул группу, чтобы сосредоточиться на сольных проектах, и был заменен аккордеонистом и концертинистом Миком Маколи из Килкенни (который в конечном итоге остался в группе). После завершения их третьего альбома The Words That Remain (1998) Каран Кейси покинула Solas, чтобы сосредоточиться на собственных сольных проектах, а Дейрдре Скэнлан присоединилась в качестве вокалистки для их четвертого альбома The Hour Before Dawn (2000). Гитарист Донал Клэнси (сын Лиама Клэнси) ненадолго заменил Джона Дойла на одном альбоме The Edge of Silence (2002), прежде чем к группе присоединился гитарист Имон МакЭлхолм.
После восьми успешных лет Дейрдре Скэнлан ушла из группы в июне 2008 года. Её заменила Майрид Фелан, вокалистка, принявшую участие в записи For Love and Laughter (2008). Два года спустя, в сентябре 2010 года, Ниам Вариан-Барри из Корка заменила Фелан в качестве вокалистки. Затем, 11 июля 2013 года, Solas объявила через Facebook, что Вариан-Берри покидает группу, а ее заменяет Нориана Кеннеди. Группа объявила о бессрочном перерыве в начале 2017 года.
Этот бессрочный перерыв закончился в июле 2024 года, когда было объявлено, что они отправятся в тур в честь 30-летия, который начнется весной 2025 года. Текущий состав: Нуала Кеннеди, Джон Уильямс, Шеймус Иган, Алан Мюррей и Уинифред Хоран.

## Дискография
- 1996 — Solas
- 1997 — Sunny Spells and Scattered Showers
- 1998 — The Words That Remain
- 2000 — Solas: Live! (VHS/DVD)[комм. 1]
- 2000 — The Hour Before Dawn
- 2002 — The Edge of Silence
- 2003 — Another Day
- 2005 — Waiting for an Echo
- 2006 — Reunion: A Decade of Solas
- 2008 — For Love and Laughter
- 2010 — The Turning Tide
- 2013 — Shamrock City
- 2016 — All These Years